# Wiciejów
Wiciejów – wieś sołecka w Polsce położona w województwie mazowieckim, w powiecie mińskim, w gminie Cegłów.
Wieś szlachecka położona była w drugiej połowie XVI wieku w powiecie garwolińskim  ziemi czerskiej województwa mazowieckiego. W latach 1975–1998 miejscowość administracyjnie należała do województwa siedleckiego.
Przez wieś przebiega linia kolejowa relacji Berlin-Moskwa oraz droga asfaltowa.
Wierni Kościoła rzymskokatolickiego należą do parafii św. Antoniego w Ignacowie.

## Historia nazwy wsi
Pierwsze dokumenty wskazujące na istnienie wsi pochodzą z 1576 r. wówczas miejscowość nosiła nazwę Wiczieiów i należała do powiatu czerskiego. W późniejszych czasach nazwa wsi zmieniła nazwę na Wiciejew. Na mapach królestwa polskiego widnieje nazwa Wicieiow. Obecna nazwa wsi datowana jest na II połowę XIX W.

## Zabytki
Na skraju wsi Wiciejów i Tyborów znajdują się pozostałości cmentarza ewangelickiego osadników niemieckich. Rozplanowanie cmentarza jest już dość zatarte, zachowały się jedynie fragmenty nagrobków i ogrodzenia oraz uboga zieleń cmentarna. Miejsce to znajduje się w ewidencji wojewódzkiego konserwatora zabytków.